# علي العبيدي
د. علي سعد ناصر العبيدي مواليد 1972 وزير الصحة الكويتي السابق، في 1999، حصل على بكالوريوس طب وجراحة من الكلية الملكية للجراحين في إيرلندا، وفي فبراير 2004، حصل على ماجستير في الإدارة الصحية، كما لديه ماجستير في الإدارة التنفيذية.

## المسيرة المهنية
- عمل طبيب باطنية في مستشفى الفروانية.
- ثم نائب مدير مستشفى الأميري.
- ثم انتقل للعمل في القطاع الخاص.
- تخصص في صحة الأسرة ـ طب العائلة ـ مستوصف هيلث كير كلينك.
- عمل مستشارًا لوزير الصحة في عام 2008.
- تولى حقيبة وزارة الصحة في التشكيل الحكومي في فبراير 2012، وأُعيد في التشكيل الحكومي المُتتالي في يوليو 2012 ويناير 2014، حتى ديسمبر 2016.[2]

## العضويات
- العضو المنتدب للشركة الشرقية العالمية للخدمات الطبية.
- مدير عام مركز هيلث كير كلينك.
- عضو الجمعية الكويتية للجودة والتميز.
- عضو الجمعية الطبية الكويتية.
- عضو جمعية الصحافيين الكويتية.
- عضو جمعية صندوق إعانة المرضى.

## قضية التعدي على المال العام
في 17 أبريل 2017، أحالت هيئة مكافحة الفساد الكويتية الوزير علي العبيدي للنيابة العامة لوجود شبهات فساد والإضرار بالمال العام حول صفقة مع شركة توريد الأدوية، ثم بعذ ذلك إحالتهم لمحكمة الوزراء. وفي 28 نوفمبر 2018، عُقدت أولى جلسات محكمة الوزراء ووجه له القاضي تُهمة الإضرار بالمال العام بمقدار 7 ملايين دولار أمريكي، ونفاها العبيدي في الجلسة. وفي 8 يناير 2019، أحالت محكمة الوزراء القضية إلى الدستورية. وفي 10 أبريل 2019، أصدرت المحكمة الدستورية حكمًا برفض الطعن المُقدم من العبيدي، وأيدت استمرار محاكمتهم في محكمة الوزراء. وفي 28 يناير 2020، حكمت محكمة الوزراء بحبس الوزير العبيدي 7 سنوات وتغريمه 81 مليون دولار بتهمة الاستيلاء على المال العام، وأعلن بعد ذلك المُحامي عادل عبد الهادي الطعن أمام محكمة التمييز على هذا الحكم. وفي 11 فبراير 2020، أوقفت محكمة التمييز تنفيذ حكم الحبس الصادر بحقه، وحددت تاريخ 18 مارس المُقبل للنطق بالحكم. وفي 18 مارس، قبلت محكمة التمييز الطعن المُقدم من عادل عبد الهادي، وألغت الحكم الصادر بحبس العبيدي لمدة 7 سنوات، وأدانته بتهمة هدر المال العام عن غير قصد وتغريمه بغرامة قدرها 20 ألف دينار كويتي.